# 独立足球协会联合会世界杯
独立足球协会联合会世界杯（英語：CONIFA World Football Cup），或简称CONIFA世界杯，是由独立足球协会联合会（CONIFA）主办的一项世界性足球赛事，参赛队伍为非国际足联的足球协会代表队。该赛事于2014年首次举办，每两年举办一届，取代了曾于2006年到2012年举办的万岁世界杯。

## 举办地
由于CONIFA成员多为未受普遍承认的国家、属地、少数群体和无国家民族，在成员所代表的地区可能无法办赛，因此CONIFA世界杯的“东道主”定义为负责组织委员会的成员协会，无论比赛是否在东道主协会代表的实际地理区域中进行。

## 历史

### 2014年
2013年5月，CONIFA在瑞典宣布，萨米足球代表队将承办2014年CONIFA世界杯，本次邀请赛将于2014年6月在瑞典耶姆特兰省厄斯特松德市的耶姆特克拉夫特竞技场举行，该球场可容纳5092人。
共有12支代表队参加（其中8支曾参加万岁世界杯）， 加泰罗尼亚和复活节岛亦曾考虑参赛，但最终放弃。厄斯特松德市在举办比赛的同时，还将举办庆祝文化多样性的活动。魁北克和桑给巴尔因故弃赛，其名额被南奥塞梯足球代表队和尼斯伯国足球代表队代替。
最终尼斯伯国足球代表队获得冠军。

### 2016年
2016年CONIFA世界杯首次举办了预选赛，并非所有球队都能晋级正赛。2015年CONIFA欧洲杯期间，CONIFA宣布赛事前三名会获得参加2016年CONIFA世界杯的资格。2015年CONIFA宣布Niamh挑战杯的冠军亦可获得正赛资格。2015年9月举行的Benedikt Fontana杯，同样将作为2016年CONIFA世界杯的预选赛。
2015年12月，在英国外交部发布关于前往阿布哈兹的安全问题的建议之后，马恩岛独立足球联合会宣布其代表队将退出CONIFA世界杯，转而参加2016年Europeada锦标赛（2016 Europeada Championship）。同样退出的还有艾马拉人足球代表队和尼斯伯国足球代表队。
2016年3月，CONIFA宣布，由于程序上的违规行为，帕达尼亚足球代表队被驱逐出比赛，被塞凯伊地足球代表队取代。不过3周后，CONIFA宣布恢复帕达尼亚的参赛资格，并取代因旅行签证无法参赛的罗姆人足球代表队。
正赛于5月28日至6月5日举办，东道主阿布哈兹夺得冠军。

### 2018年
在2017年CONIFA欧洲杯上，CONIFA在伦敦宣布将由巴拉韦足球代表队（一支由索马里难民组织的球队）承办2018年CONIFA世界杯，并从12队扩充到16队参赛。这项赛事后来被写入了爱尔兰旅行家詹姆斯·亨迪科特（James Hendicott）的著作《独立足球协会联合会：被遗忘的足球》（CONIFA: Football for the Forgotten）书中。
最终喀尔巴阡鲁塞尼亚、北塞浦路斯、帕达尼亚分获冠、亚、季军。

### 2020年
2020年CONIFA世界杯原定由索马里兰承办，但索马里兰被迫放弃办赛。后来CONIFA宣布赛事将在北马其顿首都斯科普里举办，不设东道主。但由于2019冠状病毒病疫情，2020年3月23日，CONIFA宣布原定于5月30日至6月7日举办的CONIFA世界杯取消。

### 2024年
2023年5月9日，CONIFA在推特上宣布2024年独立足球协会联合会世界杯将由库尔德斯坦举办。共16队参赛，其中东道主、上届卫冕冠军、外卡名额各1个，其余13个名额将以1/2/6/1/1/2分配给非洲、亚洲、欧洲、北美洲、大洋洲和南美洲，共30支球队将角逐这13个名额。

## 历届成绩
| 届数 | 年份 | 东道主           | 决赛                         | 决赛                         | 决赛                         | 季军战                       | 季军战                       | 季军战                       | 参赛队伍数 |
| 届数 | 年份 | 东道主           | 冠军                         | 比分                         | 亚军                         | 季军                         | 比分                         | 第四名                       | 参赛队伍数 |
| ---- | ---- | ---------------- | ---------------------------- | ---------------------------- | ---------------------------- | ---------------------------- | ---------------------------- | ---------------------------- | ---------- |
| 1    | 2014 | 萨米             | · 尼斯伯国                   | 0–0 （5–3 ）                 | 马恩岛                       | · 亞蘭敘利亞                 | 4–1                          | · 南奥塞梯                   | 12         |
| 2    | 2016 | 阿布哈兹         | · 阿布哈茲                   | 1–1 （6–5 ）                 | 旁遮普                       | · 北賽普勒斯                 | 2–0                          | · 帕达尼亚                   | 12         |
| 3    | 2018 | 巴拉韦           | 喀尔巴阡鲁塞尼亚             | 0–0 （3–2 ）                 | · 北賽普勒斯                 | · 帕达尼亚                   | 0–0 （5–4 ）                 | · 塞凯伊地                   | 16         |
| -    | 2020 | 北馬其頓         | （因2019冠状病毒病疫情取消） | （因2019冠状病毒病疫情取消） | （因2019冠状病毒病疫情取消） | （因2019冠状病毒病疫情取消） | （因2019冠状病毒病疫情取消） | （因2019冠状病毒病疫情取消） | 16         |
| 4    | 2024 | 伊拉克库尔德斯坦 |                              |                              |                              |                              |                              |                              | 16         |

注：
1. ↑  实际举办地在瑞典厄斯特松德[33]
2. ↑  实际举办地在英国伦敦[34]